# Várhegyalja megállóhely
Várhegyalja megállóhely (1993-ig Neszmélyi téglagyár) egy Komárom-Esztergom vármegyei vasúti megállóhely Neszmély községben, a MÁV üzemeltetésében.
A lakott terület keleti szélén helyezkedik el, a 10-es főútról letérve, egy burkolatlan úton közelíthető meg.

## Vasútvonalak
A megállóhelyet az alábbi vasútvonalak érintik:
- Esztergom–Almásfüzitő-vasútvonal

## Kapcsolódó állomások
A megállóhelyhez az alábbi állomások vannak a legközelebb:
- Süttő felső megállóhely (Esztergom–Almásfüzitő-vasútvonal)
- Neszmély vasútállomás (Esztergom–Almásfüzitő-vasútvonal)

## Forgalom
| Járat | Útvonal | Gyakoriság                         |
| ----- | --- | ---------------------------------- |
| S74   | Esztergom – Esztergom-Kertváros – Tokod – Tát – Nyergesújfalu – Nyergesújfalu felső – Eternitgyár – Lábatlan – Piszke – Süttő – Süttő felső – Várhegyalja – Neszmély – Dunaalmás – Almásfüzitő – Komárom | Munkanapokon 5 pár, hétvégén 1 pár |
| S74   | Esztergom – Esztergom-Kertváros – Tokod – Tát – Nyergesújfalu – Nyergesújfalu felső – Eternitgyár – Lábatlan – Piszke – Süttő – Süttő felső – Várhegyalja – Neszmély – Dunaalmás – Almásfüzitő           | Hétvégén 3 pár                     |